# Унсоим (приток Помута)
Унсоим (устар. Ун-Соим) — река в России, протекает по Белоярскому району Ханты-Мансийского АО. Устье реки находится в 23 км по левому берегу реки Помут. Длина реки составляет 38 км.

## Данные водного реестра
По данным государственного водного реестра России, относится к Нижнеобскому бассейновому округу, водохозяйственный участок реки — Обь от впадения Иртыша до впадения реки Северная Сосьва, речной подбассейн реки — бассейны притока Оби от Иртыша до впадения Северной Сосьвы. Речной бассейн реки — Нижняя Обь от впадения Иртыша.
Код объекта в государственном водном реестре — 15020100112115300020791.